# Lista siturilor arheologice din județul Satu Mare - L
Lista siturilor arheologice din județul Satu Mare - L conține toate siturile arheologice din județul Satu Mare înscrise în Repertoriul Arheologic Național (RAN) și aflate în localități al căror nume începe cu litera L. RAN este administrat de Ministerul Culturii și Patrimoniului Național și cuprinde date științifice, cartografice, topografice, imagini și planuri, precum și orice alte informații privitoare la zonele cu potențial arheologic, studiate sau nu, încă existente sau dispărute.
Puteți căuta un sit din localitățile care încep cu litera L folosind formularul de mai jos sau puteți naviga prin toate siturile din județ la Lista siturilor arheologice din județul Satu Mare.
| Cod RAN                                   | Denumire | Localitate                         | Adresă            | Datare                     | Descoperit | Coordonate                                     | Imagine           | Erori            |
| ----------------------------------------- | --- | ---------------------------------- | ----------------- | -------------------------- | ---------- | ---------------------------------------------- | ----------------- | ---------------- |
| 137979.01.01                              | Situl arheologic de la Lazuri - "Lubi Tag" / ansamblu anonim (Categorie: locuire) (Tip: Așezare)                           | sat Lazuri, comuna Lazuri          | Lubi Tag          | Suciu de Sus               |            |                                                | Încărcați imagine | Raportați eroare |
| 137979.01.02                              | Situl arheologic de la Lazuri - "Lubi Tag" / ansamblu anonim (Categorie: locuire) (Tip: Așezare)                           | sat Lazuri, comuna Lazuri          | Lubi Tag          | Gáva                       |            |                                                | Încărcați imagine | Raportați eroare |
| 137979.01.03                              | Situl arheologic de la Lazuri - "Lubi Tag" / ansamblu anonim (Categorie: locuire) (Tip: Așezare)                           | sat Lazuri, comuna Lazuri          | Lubi Tag          |                            |            |                                                | Încărcați imagine | Raportați eroare |
| 137979.01.04                              | Situl arheologic de la Lazuri - "Lubi Tag" / ansamblu anonim (Categorie: locuire) (Tip: Așezare)                           | sat Lazuri, comuna Lazuri          | Lubi Tag          | sec.III-II î.Chr.          |            |                                                | Încărcați imagine | Raportați eroare |
| 137979.01.05                              | Situl arheologic de la Lazuri - "Lubi Tag" / ansamblu anonim (Categorie: locuire) (Tip: Așezare)                           | sat Lazuri, comuna Lazuri          | Lubi Tag          | sec.I î.Chr. - I p.Chr     |            |                                                | Încărcați imagine | Raportați eroare |
| 137979.01.06                              | Situl arheologic de la Lazuri - "Lubi Tag" / ansamblu anonim (Categorie: locuire) (Tip: Așezare)                           | sat Lazuri, comuna Lazuri          | Lubi Tag          | sec. II-IV                 |            |                                                | Încărcați imagine | Raportați eroare |
| 137979.01.07                              | Situl arheologic de la Lazuri - "Lubi Tag" / ansamblu anonim (Categorie: locuire) (Tip: Necropolă tumulară de incinerație) | sat Lazuri, comuna Lazuri          | Lubi Tag          | sec.II-IV                  |            |                                                | Încărcați imagine | Raportați eroare |
| 137979.01.08                              | Situl arheologic de la Lazuri - "Lubi Tag" / ansamblu anonim (Categorie: locuire) (Tip: Așezare)                           | sat Lazuri, comuna Lazuri          | Lubi Tag          | sec.VI-VII                 |            |                                                | Încărcați imagine | Raportați eroare |
| 137979.01.09                              | Situl arheologic de la Lazuri - "Lubi Tag" / ansamblu anonim (Categorie: locuire) (Tip: Așezare)                           | sat Lazuri, comuna Lazuri          | Lubi Tag          | sec.IX-X                   |            |                                                | Încărcați imagine | Raportați eroare |
| 137979.03.01                              | Situl arheologic de la Lazuri - "Drumul Dorolțului" / ansamblu anonim (Categorie: locuire civilă) (Tip: Așezare)           | sat Lazuri, comuna Lazuri          | Drumul Dorolțului | Suciu de Sus               |            | 47°50′19″N 22°51′40″E / 47.83861°N 22.86111°E  | Încărcați imagine | Raportați eroare |
| 137979.03.02                              | Situl arheologic de la Lazuri - "Drumul Dorolțului" / ansamblu anonim (Categorie: locuire civilă) (Tip: Așezare)           | sat Lazuri, comuna Lazuri          | Drumul Dorolțului | Gáva                       |            | 47°50′19″N 22°51′40″E / 47.83861°N 22.86111°E  | Încărcați imagine | Raportați eroare |
| 137050.01.01 (Cod LMI: SM-I-m-A-05186.03) | Situl arheologic de la Lucăceni - "Pe deal" / ansamblu anonim (Categorie: fortificație) (Tip: Așezare fortificată)         | sat Lucaceni, comuna Berveni       | Pe deal           | Otomani                    |            |                                                | Încărcați imagine | Raportați eroare |
| 137050.01.02 (Cod LMI: SM-I-m-A-05186.02) | Situl arheologic de la Lucăceni - "Pe deal" / ansamblu anonim (Categorie: fortificație) (Tip: Așezare fortificată)         | sat Lucaceni, comuna Berveni       | Pe deal           | sec. II - III              |            |                                                | Încărcați imagine | Raportați eroare |
| 137050.01.03 (Cod LMI: SM-I-m-A-05186.01) | Situl arheologic de la Lucăceni - "Pe deal" / ansamblu anonim (Categorie: fortificație) (Tip: Așezare fortificată)         | sat Lucaceni, comuna Berveni       | Pe deal           | sec. XIII - XIV            |            |                                                | Încărcați imagine | Raportați eroare |
| 137256.01                                 | Topor neolitic de la Lechința (Categorie: descoperire izolată) (Tip: obiect izolat)                                        | sat Lechința, comuna Călinești-Oaș |                   |                            |            |                                                | Încărcați imagine | Raportați eroare |
| 137871.01.01                              | Așezarea de la Lelei- Movilă / ansamblu anonim (Categorie: locuire civilă) (Tip: Așezare)                                  | sat Lelei, comuna Hodod            | Movilă            | Tiszapolgár                |            |                                                | Încărcați imagine | Raportați eroare |
| 138048.01                                 | Unelte neolitice la Livada (Categorie: descoperire izolată) (Tip: obiect izolat)                                           | oraș Livada                        |                   |                            |            |                                                | Încărcați imagine | Raportați eroare |
| 137979.02.01 (Cod LMI: SM-II-m-B-05319)   | Biserica medievală reformată de la Lazuri / ansamblu anonim (Categorie: structură de cult/religioasă) (Tip: Biserică)      | sat Lazuri, comuna Lazuri          | 201               | sec. XVI, transf. sec. XIX |            |                                                | Încărcați imagine | Raportați eroare |
| 138048.04.01 (Cod LMI: SM-II-m-B-05326)   | Castelul Vecsey de la Livada / ansamblu Castelul Vecsey (Categorie: construcție) (Tip: Castel)                             | oraș Livada                        | str. Oașului 5    | 1760                       |            | 47°51′43″N 23°07′31″E / 47.86206°N 23.125146°E | Încărcați imagine | Raportați eroare |
| 137979.04.01 (Cod LMI: SM-I-s-A-05185)    | Situl arheologic de la Lazuri / ansamblu anonim (Categorie: locuire) (Tip: Așezare)                                        | sat Lazuri, comuna Lazuri          |                   | sec.VIII-IX                |            |                                                | Încărcați imagine | Raportați eroare |
| 137979.04.02 (Cod LMI: SM-I-m-A-05185.02) | Situl arheologic de la Lazuri / ansamblu anonim (Categorie: locuire) (Tip: cuptoare de ars ceramică)                       | sat Lazuri, comuna Lazuri          |                   | sec.II-IV                  |            |                                                | Încărcați imagine | Raportați eroare |
| 137979.04.03 (Cod LMI: SM-I-m-A-05185.03) | Situl arheologic de la Lazuri / ansamblu anonim (Categorie: locuire) (Tip: Așezare)                                        | sat Lazuri, comuna Lazuri          |                   | sec.II-IV                  |            |                                                | Încărcați imagine | Raportați eroare |